# Pleurastrum
Pleurastrum, rod zelenih algi smješten u vlastitu porodicu Pleurastraceae, dio reda Chlamydomonadales. Postoje četiri priznate vrste

## Vrste
1. Pleurastrum insigne Chodat
2. Pleurastrum photoheterotrophicum Metting
3. Pleurastrum sarcinoideum Groover & H.C.Bold
4. Pleurastrum terricola (Bristol) D.M.John

## Vanjske poveznice
|  | Zajednički poslužitelj ima još gradiva o temi Pleurastrum |
|  | Wikivrste imaju podatke o taksonu Pleurastrum             |